# Underrail
Underrail — компьютерная ролевая игра, разработанная инди-компанией Stygian Software. Игра разрабатывалась под впечатлением от классических ролевых игр (в том числе Fallout и System Shock). Игра имеет двухмерный изометрический движок и пошаговую систему боёв. Первая версия игры выпущена 18 декабря 2015.

## Игровой процесс
Действия игры разворачиваются в отдалённом будущем. По сюжету, люди живут под землёй, в системах станций метро, так как жизнь на поверхности более не представляется возможной.
Игроку предлагается исследовать обширный мир и участвовать в сражениях.

## Системные требования
Минимальные
- ОС: Windows XP SP3
- Процессор: 1.6ГГц
- Оперативная память: 2 Гб
- Видеокарта: С поддержкой shader model 2.0
- DirectX: Версии 9.0c
- Место на диске: 3 Гб

Есть возможность запускать под Linux через SteamPlay (начиная с Proton 4.2-9), без гарантированной работоспособности.

## Продажи
Летом 2018 года, благодаря уязвимости в защите Steam Web API, стало известно, что точное количество пользователей сервиса Steam, которые играли в игру хотя бы один раз, составляет 84 245 человек.